# 프리지텔로
프리지텔로(이탈리아어: friggitello, 복수: friggitelli 프리지텔리[*])는 재배종 고추이다. 모양과 매운 정도기 비슷한 바나나고추와 혼동되기도 한다. 미국에서 프리지텔로를 "페페론치노"라 부르기도 하지만, 이탈리아에서 "페페론치노"는 매운 고추 종류를 아울러 일컫는 말이며 프리지텔로는 맵지 않아 "페페로네"로 분류된다.

## 특징
스코빌 지수가 100~500(SHU) 정도로, 맵지 않은 고추이다.

## 사진 갤러리

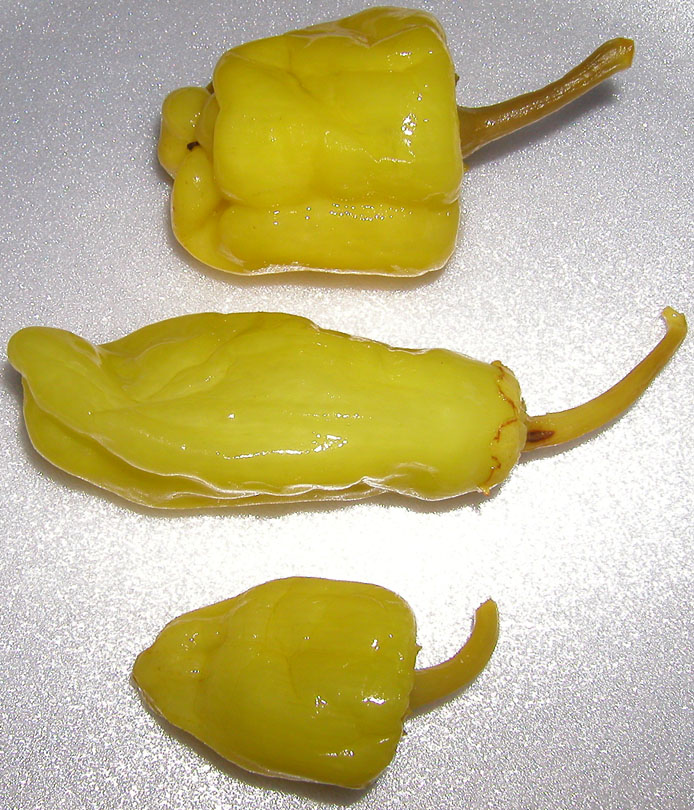
프리지텔로 초절임